# Luawa FC
Der Luawa Football Club ist ein Fußballverein aus Freetown, der Hauptstadt von Sierra Leone. Zur Saison 2023/24 spielt der Verein in der ersten Liga.

## Stadion
Der Verein trägt seine Heimspiele im Kailahun Field in Kailahun aus. Das Stadion hat ein Fassungsvermögen von 1000 Personen.